# Nutty Radio Show THE魂
Nutty Radio Show THE魂（ナッティ レディオ ショー ザ ソウル）は、FM NACK5で放送されていたラジオ番組である。

## 概要
2017年4月3日放送開始。命名は、『The Nutty Radio Show 鬼玉』から前身番組『The Nutty Radio Show おに魂』（以降『おに魂』と表記）までパーソナリティーを務めていたバカボン鬼塚。
番組終了の理由は、バカボン鬼塚が家庭の都合により生活拠点を地元（静岡県）へ移すので、平日夜間の生放送が不可能になったため。同時に鬼塚と共に『おに魂』火曜日のパーソナリティだった菊池淳介も制作へ専念するため降板、火曜日以外の出演者は全て前番組から引き続き出演。
時に真面目に、時におバカなクイズ&クエストバラエティー。次々に繰り出される魂のクイズ&クエスト「魂Q（たまきゅー）」にチャレンジする。
2021年3月11日放送中に番組の終了が発表され、3月31日に終了。これにより、2003年4月から『The Nutty Radio Show 鬼玉』時代から開始した「Nutty Radio Show」シリーズは18年の歴史に幕を閉じた。

## 放送時間
- 毎週月曜 - 木曜 20:00 - 23:00（180分）。

## パーソナリティ
|                               | 月曜日                                            | 火曜日                                    | 水曜日                | 木曜日                            |
| ----------------------------- | ------------------------------------------------- | ----------------------------------------- | --------------------- | --------------------------------- |
| 2017年4月3日 - 2019年6月27日  | Happy だんばら 斉藤優里                           | 西村真二（ラフレクラン） 橘柊生（DISH//） | 古坂大魔王 かえひろみ | 藤井ペイジ（飛石連休） 岡田サリオ |
| 2019年7月1日 - 2020年6月25日  | Happy だんばら 斉藤優里 乃木坂46メンバー（月1回） | 西村真二（ラフレクラン） 橘柊生（DISH//） | 古坂大魔王 かえひろみ | 藤井ペイジ（飛石連休） 岡田サリオ |
| 2020年6月29日 - 2021年3月31日 | Happy だんばら 斉藤優里 乃木坂46メンバー（月1回） | 西村真二（ラフレクラン） 橘柊生（DISH//） | 古坂大魔王 ねお       | 藤井ペイジ（飛石連休） 岡田サリオ |

## タイムテーブル
時間はいずれも日本時間。各曜日とも各コーナー間に「ドンバト」「ダブルス・チャレンジ」「ふつおた」などがある。
| 時 | 分 | 月曜日 | 火曜日                                                       | 水曜日                                                       | 木曜日                                                       |
| -- | -- | --- | ------------------------------------------------------------ | ------------------------------------------------------------ | ------------------------------------------------------------ |
| 20 | 00 | オープニング（ふつおたテーマ発表、お知らせタイム）                                                                | オープニング（ふつおたテーマ発表、お知らせタイム）           | オープニング（ふつおたテーマ発表、お知らせタイム）           | オープニング（ふつおたテーマ発表、お知らせタイム）           |
| 20 | 15 | ラインナップ | ラインナップ                                                 | ラインナップ                                                 | ラインナップ                                                 |
| 20 | 25 | ドンバト | ドンバト                                                     | ドンバト                                                     | ドンバト                                                     |
| 20 | 35 | NACK5 TRAFFIC | NACK5 TRAFFIC                                                | NACK5 TRAFFIC                                                | NACK5 TRAFFIC                                                |
| 20 | 45 | 擬音クエスト | ニッシー・アンサー!                                          | 知ったか!ティーンエイ辞典!                                   | お宝!ツッコミクエスト                                        |
| 20 | 55 | ふつおた | ふつおた                                                     | ふつおた                                                     | ふつおた                                                     |
| 21 | 00 | ドンバト | ドンバト                                                     | ドンバト                                                     | ドンバト                                                     |
| 21 | 10 | ドンバト | ドンバト                                                     | ドンバト                                                     | 甘党男子のベツバラ!! （甘党男子、久保孝真）                  |
| 21 | 15 | ダブルス・チャレンジ                                                                                              | ふつおた                                                     | ダブルス・チャレンジ                                         | 甘党男子のベツバラ!! （甘党男子、久保孝真）                  |
| 21 | 20 | ダブルス・チャレンジ                                                                                              | ふつおた                                                     | ダブルス・チャレンジ                                         | ダブルス・チャレンジ                                         |
| 21 | 25 | ダブルス・チャレンジ                                                                                              | ダブルス・チャレンジ                                         | ダブルス・チャレンジ                                         | ダブルス・チャレンジ                                         |
| 21 | 35 | Rock On Quest | ダブルス・チャレンジ                                         | ふつおた                                                     | ダブルス・チャレンジ                                         |
| 21 | 40 | Rock On Quest | ダブルス・チャレンジ                                         | ふつおた                                                     | ふつおた                                                     |
| 21 | 45 | アーティストコーナー                                                                                              | アーティストコーナー                                         | アーティストコーナー                                         | アーティストコーナー                                         |
| 21 | 45 | 新しい学校のリーダーズの 新しい学校のリーダーズによる 新しい学校のリーダーズのための はみだしリーダーズ （MIZYU） | D.Y.T の Do Your Tuesday （D.Y.T）                           | nano.RIPEのコトバのタマゴ! （きみコ）                        | 朝倉さやのじょんだずね! （朝倉さや）                         |
| 22 | 00 | ドンバト | ドンバト                                                     | ドンバト                                                     | ドンバト                                                     |
| 22 | 15 | ふつおた | ふつおた                                                     | ふつおた                                                     | ○○クイーン SALIO                                             |
| 22 | 25 | ゲスト魂Q・出題                                                                                                   | ゲスト魂Q・出題                                              | ゲスト魂Q・出題                                              | ゲスト魂Q・出題                                              |
| 22 | 30 | ゲストコーナー | ゲストコーナー                                               | ゲストコーナー                                               | ゲストコーナー                                               |
| 22 | 40 | ゲストコーナー | ゲストコーナー                                               | ゲストコーナー                                               | ゲストコーナー                                               |
| 22 | 45 | ゲスト魂Q・正解発表                                                                                               | ゲスト魂Q・正解発表                                          | ゲスト魂Q・正解発表                                          | ゲスト魂Q・正解発表                                          |
| 22 | 55 | エンディング（ふつおた紹介、ソウルマスター発表、ゲスト発表）                                                      | エンディング（ふつおた紹介、ソウルマスター発表、ゲスト発表） | エンディング（ふつおた紹介、ソウルマスター発表、ゲスト発表） | エンディング（ふつおた紹介、ソウルマスター発表、ゲスト発表） |

## コーナー

### ふつおた
リスナーからの普通のお便りを紹介するコーナー。また、日替わりのメールテーマを決定し、そのテーマに沿ったメールも紹介する。その他、21時台をメインにふつおたからの流れで、ある一文をクイズ形式で答える「ふつおたクイズ」が行われる。クイズの元になったメールを送ったリスナーにはTHE魂シールが送られる。22時台に答え合わせを行い、こちらも正解者と面白いメールを送ったリスナーの中から抽選でTHE魂シールが送られる。

### ドンバト
毎日出されるテーマに沿ってリスナーからメッセージを送ってもらい、2枚読んでパーソナリティーの心が「ドン！」となったほうに、バトルシールがプレゼントされる。

### ダブルス・チャレンジ
21時台に行われるこの番組のメインコーナーで、リスナーが参加する逆電コーナー。参加形式は前身番組「おに魂」での「おに魂 超・放課後クイズ」と同じだが、内容形式は大幅に変化している。毎回決められたテーマに、リスナーと各曜日のパーソナリティがタッグを組んでチャレンジする。番組が決めたノルマを達成すると「金のTHE魂シール」が貰える。ノルマを達成できなかった場合は「ノーマルのTHE魂シール」が貰える。好きなパーソナリティーも問われる事がある。2018年1月1日の放送より開始。

### アーティストコーナー
毎日日替わりで、レギュラーアーティストとその日のメインパーソナリティが様々なコーナーを送る。
|                           | 月曜日 | 火曜日                                | 水曜日                                        | 木曜日                               |
| ------------------------- | --- | ------------------------------------- | --------------------------------------------- | ------------------------------------ |
| 2017年4月 - 2018年3月     | 川上大輔の 銀座フィッシングセンター （川上大輔）                                                                  | 町あかりの町のどうぶつ園 （町あかり） | 野田愛実のトキメキ一座 （野田愛実）           | 朝倉さやのじょんだずね! （朝倉さや） |
| 2018年4月 - 2019年3月     | 川上大輔の 銀座フィッシングセンター （川上大輔）                                                                  | 町あかりの町のどうぶつ園 （町あかり） | BRADIO 真行寺貴秋のFUN² FUNKY! （真行寺貴秋） | 朝倉さやのじょんだずね! （朝倉さや） |
| 2019年4月 - 2019年6月     | 新しい学校のリーダーズの 新しい学校のリーダーズによる 新しい学校のリーダーズのための はみだしリーダーズ （MIZYU） | 岸洋佑 タイトル未定（仮） （岸洋佑）  | BRADIO 真行寺貴秋のFUN² FUNKY! （真行寺貴秋） | 朝倉さやのじょんだずね! （朝倉さや） |
| 2019年7月 - 2020年3月26日 | 新しい学校のリーダーズの 新しい学校のリーダーズによる 新しい学校のリーダーズのための はみだしリーダーズ （MIZYU） | 岸洋佑 タイトル未定（仮） （岸洋佑）  | nano.RIPEのコトバのタマゴ! （きみコ）         | 朝倉さやのじょんだずね! （朝倉さや） |
| 2020年3月30日 - 2021年3月 | 新しい学校のリーダーズの 新しい学校のリーダーズによる 新しい学校のリーダーズのための はみだしリーダーズ （MIZYU） | D.Y.T の Do Your Tuesday （D.Y.T）    | nano.RIPEのコトバのタマゴ! （きみコ）         | 朝倉さやのじょんだずね! （朝倉さや） |

### ゲストコーナー
ゲストは、リスナーに自分の出来事や考えている事をクイズ形式にして出題する「ゲスト魂Q」をお題として出す。トーク・曲の後、最後にリスナーから送られてきた「ゲスト魂Q」のネタを紹介し、答え合わせを行なう。

### 曜日別コーナー

#### 月曜日
擬音クエスト
内容は前身番組「おに魂」で行われていた「擬音ジェスチャー」とほぼ同じ。斉藤優里がとある人物や出来事などの「お題」を「擬音」だけで表現する。その後1曲かかる間に斉藤が何を擬音で表現したのかをリスナーが予想して投稿する。
Rock On Quest
Happy だんばらが録音してきた「音」をヒントに何をしているのかを当てるコーナー。
乃木おた
乃木坂46関連のリスナーからのお便りを紹介するコーナー。2019年6月24日でレギュラーコーナーとしては終了し、7月より月1回の乃木坂DAYのみ放送される。

#### 火曜日
ニッシー・アンサー!
西村真二がリスナーから募集したお題に答えていくコーナー。

#### 水曜日
知ったか!ティーンエイ辞典!
リスナーから若者言葉の意味や例文を「知ったかぶり」で送ってきてもらい、紹介するコーナー。

#### 木曜日
お宝ツッコミ・クエスト
事前に番組が用意したツッコミをどんどん変化させ、リスナーがいろんなボケや振りを送ってきて「お宝ツッコミワード」を当てていくコーナー。お宝ツッコミワードを当てた人の中から抽選で、一人に藤井ペイジのサイン入りTHE魂シールが送られる。「おに魂」で行われていた「おに魂ツッコミ塾Z」とほぼ同じ内容。
甘党男子のベツバラ!!
パーソナリティは進行役を務める久保孝真（三拍子）と甘党男子。2019年12月5日放送開始。
○○クイーン SALIO
様々なクイーンになるべく、リスナーがテーマに沿ったお題やボケを送って、岡田サリオがそれに返答するコーナー。

### 過去のコーナー
オープニング魂Q
前曜日担当のパーソナリティが出題者となり、番組内で起きた出来事やパーソナリティに関するクイズに答えてもらう。
お目見えクイズ
番組開始から2017年12月28日まで放送。リスナー参加形式のコーナーで、21時台に放送していた。毎回出されるクイズに5問全問正解すると「金のTHE魂シール」が貰える。好きなパーソナリティーも問われる事がある。
リスナーバトルクイズ
番組開始から2017年12月28日まで放送。リスナー参加形式のコーナーで、22時台に放送していた。毎回出される“お題”に対し、リスナー同士がクイズ形式でバトルするコーナー。毎回選ばれた2人のリスナーが登場し、正解者には各曜日のパーソナリティのサイン入りTHE魂シールが送られる。好きなパーソナリティーも問われる事がある。
ミュージッククイズ
2019年3月まで放送。リスナー参加形式のコーナーで、20時台に放送していた。毎回音楽を使ったクイズを出題するコーナー。（例：クイズに出題されたある1曲の歌詞をバラバラに流して、その曲をどのアーティストが唄っているかを答える。）
ガチャヒントクイズ
2019年4月から2020年3月26日まで放送。毎回ガチャポンマシーンから出るヒントを元に答えるコーナー。

#### 月曜日
愛魂（らぶたま）
パーソナリティは埼玉県出身のLUVandSOUL。2017年7月3日放送開始。リスナーから「愛と魂」を感じた曲を募集し、そのエピソードとともに紹介する。2019年3月終了。
ファッションパズル!
斉藤優里がファッションを題材におしゃれやファッションに関する穴埋めパズルをするコーナー。別名、「ファッション斉藤のおしゃれ通信」。だが、リスナーの答えを紹介する時にBGMが一気に変わり、だんばらの口調と共にハイテンションな雰囲気になる。

#### 火曜日
キュンキュンさせてやるよ
毎週出題される「キュンキュンシチュエーション」に、これを言ったら女の子がキュンキュンするワードをリスナーから募集し、リスナーから送られてきたネタを使って火曜パーソナリティの2人がキュンキュンワード対決をするコーナー。なお、2人が選んだワードが正解か不正解かを判定するのは女性リスナー限定。2017年12月26日の放送を以って終了。
ドン引きさせてやるよ!
毎週出題される「ドン引きシチュエーション」に、これを言ったら女の子がドン引きするワードをリスナーから募集し、リスナーから送られてきたネタを使って火曜パーソナリティの2人がドン引きワード対決をするコーナー。なお、2人が選んだワードが正解か不正解かを判定するのは女性リスナー限定。魂フェス期間中の特別企画だったが、2018年1月2日の放送よりコーナー化された。
今夜の思い付き!
火曜パーソナリティの2人からポロっと出た「思い付き」に対して、「正解」を知っているリスナーにメールで「正解」を教えてもらうコーナー。2017年12月26日の放送までは、『今夜のギモン!』というタイトルで放送していた。
トーイ・アンサー!
毎回出されるお題に橘柊生が一体なんと答えるのかを予想するクイズコーナー。前番組で行われていた「クイズ!かえちゃんの脳みそ」に近いコーナー。
魂ゲー
橘柊生がゲームについてあれこれやっていくコーナー。

#### 水曜日
松井咲子の気になる子さん
パーソナリティは埼玉県蕨市出身の松井咲子。2018年4月4日放送開始。松井が気になっていることを深く掘り下げていくほか、月別テーマの設定し、リスナーからメールを募集し紹介する。2020年3月25日限りでコーナーから一番組として独立、2020年4月1日から2021年12月29日まで毎週水曜日24:00-24:30に枠移動し放送していた。
暗号解読、ナゾベンチャー!
毎週出題される「暗号」に、リスナーが考古学者になりきって超むずかしい「暗号」を解読していくコーナー。
かえチャレンジ!
略して「かえチャレ!」。かえひろみがミニゲームにチャレンジし、その記録を予想してもらうコーナー。かえひろみの得意分野（ミニ四駆、ラッパー、車など。）で正解率が異なる。

#### 木曜日
AEON LakeTown presents AKB48 向井地美音のみーおんたいむ♪
パーソナリティは埼玉県出身の向井地美音（AKB48）。2015年10月1日に放送開始し、前身番組「おに魂」時代より唯一続いていたコーナー。基本的な内容は、イオンレイクタウンでのロケで様々な店舗を紹介するほか、スタジオトークではリスナーと一緒に様々な情報や雑学などを提供していく。なお、当コーナー内で読まれたリスナーには、向井地のサイン入りNACK5シールが送られる。放送回によっては、同じ埼玉県出身の佐々木優佳里（AKB48）がサポート役で登場する。2018年3月限りで放送終了。
女優!SARIO
自称・演技派新人女優・SARIOが演技力を磨くために用意されたお題の演技にチャレンジし、リスナーにどんなお題だったのかを当ててもらうクイズ。このコーナーは同時に酒向プロデューサーのタンブラー好きから、『酒向PのTスポット』のコーナーと化する。
週間!サリオにゅ〜す
1週間で起こった出来事の中で、岡田サリオが一番気になったニュースを、ヒントを元に当てるコーナー。

## スタッフ
- 菊池淳介（チーフディレクター）